# 藤井澪
藤井 澪（ふじい れい、1998年9月9日 - ）は、日本のグラビアアイドル。
過去にはマーブルに所属していた。

## 作品

### イメージビデオ
- ピュア・スマイル（2017年4月21日、竹書房）
- プリンセスオールスター 藤井澪（2017年7月10日、ゼウス）
- ミルキー・グラマー 藤井澪（2017年9月22日、竹書房）
- キミと僕（2017年12月10日、ゼウス）
- ボクの初めての彼女はグラビアアイドッル 藤井澪（2017年12月10日、ゼウス）
- ぷるるんパラダイス（2018年2月28日、ウインクアーツ/クレイン）
- Silky（2018年4月27日、エスデジタル/グラッソ）
- so far so good（2018年7月13日、NON STYLE）
- 絶対澪度（2018年10月18日、ギルド）
- so sweet more good（2019年1月23日、NON STYLE）
- so lovely so sweet（2019年3月23日、NON STYLE）